# Chapelle Saint-Jacques de Mutzig
Pour les articles homonymes, voir Chapelle Saint-Jacques.
La chapelle Saint-Jacques est une chapelle située en France à Mutzig, dans le département du Bas-Rhin en Alsace.
Elle fait l'objet d'un classement au titre des monuments historiques depuis 1931.

## Localisation
Ce bâtiment est situé weykirchel[Quoi ?] à Mutzig.

## Historique
L'édifice fait l'objet d'une inscription au titre des monuments historiques depuis le 29 avril 1931.

## Architecture
Cette chapelle est isolée à l'est du village.
Plan:
Cette chapelle orientée est construite selon un plan allongé. Elle se compose d'une nef unique ouvrant sur un chevet semi-circulaire à trois pans coupés.
Élévation extérieure:
On accède à l'édifice par la façade nord percée d'un portail rectangulaire.
La façade sud est percée d'un portail rectangulaire surmonté d'un bas-relief sculpté, encadré d'une baie cintrée et d'une baie en arc brisé.
La façade nord est percée de baies en arc brisé et d'un portail rectangulaire auquel on accède par le biais d'un escalier à degrés.
Le chevet est percé de baies en arcs brisés.
Un clocheton est placé au niveau de l'arrête faîtière. Il est coiffé d'une toiture en pavillon surmontée d'une croix de faîtage.
L'édifice est couvert d'une toiture à double pan se terminant en croupe sur le chevet.